# Bryza
Bryza (fr. brise) – wiatr wiejący na granicy dwóch obszarów. Zmiany kierunku, występujące zwykle w rytmie dobowym, wywołane są różnicami w tempie nagrzewania się tych obszarów.
Na przykład na wybrzeżu morskim w dzień ląd nagrzewa się szybciej niż woda, dlatego cieplejsze powietrze nad lądem unosi się (powodując spadek ciśnienia na powierzchni lądu), a na jego miejsce nadchodzi chłodniejsze i wilgotniejsze powietrze znad morza. Zatem bryza dzienna (morska) wieje znad morza na ląd. W nocy woda oddaje ciepło wolniej niż ląd, dlatego ciśnienie nad wodą jest niższe niż na powierzchni lądu, co powoduje zmianę kierunku wiatru. Bryza nocna (lądowa) przynosi na wodę suche powietrze znad lądu. Bryza ma typowy zasięg do 20–30 km od linii brzegowej w stronę wody. W stronę lądu zasięg jest mniejszy i uzależniony od charakteru powierzchni.

Bryza dzienna: 1 – chłodna woda, 2 – ciepły ląd, 3 – ciepłe powietrze, 4 – chłodne powietrze, 5 – wilgotne, chłodne powietrze, 6 – niż, 7 – wyż
Bryza nocna: 1 – ciepła woda, 2 – chłodny ląd, 3 – chłodne powietrze, 4 – ciepłe powietrze, 5 – suche, zimne powietrze, 6 – wyż, 7 – niż
Schematyczny przekrój przez front bryzowy. Nad lądem z frontem bryzowym związane są chmury kłębiaste.

## Opis meteorologiczny

Konwergencja bryzowa na Kubie – bryzy z północy i z południa spotykają się w centrum wyspy, tworząc dobrze widoczną strefę konwergencji

Bryza morska jest komórką mezoskalową z płytkim przepływem wiatru w kierunku lądu, powodowana mezoskalową różnicą ciśnienia pomiędzy lądem a morzem. Komórka zawiera prądy wstępujące nad lądem, prądy zstępujące na morzu i (zazwyczaj) przepływ powrotny. Przednia część komórki bryzowej jest związana z przepływem zimnego i wilgotnego powietrza (prąd grawitacyjny). Front bryzowy powstaje na przedniej części przepływu zimnego powietrza. Głębokość pionowa frontu wynosi około 2 razy wysokość prądu grawitacyjnego powietrza przy ziemi. Na górnej części prądu mogą się tworzyć niestabilności Kelvina-Helmholtza. Z bryzą morską związana jest konwekcyjna wewnętrzna warstwa graniczna. Bibliografia dotycząca bryzy morskiej do 1800 jest stosunkowo uboga.
Fale dźwiękowe odgrywają istotną rolę w tworzeniu się mezoskalowego gradientu ciśnienia prowadzącego do zapoczątkowania bryzy morskiej i związane są z rozszerzaniem się ciepłego powietrza nad lądem. Istnienie prądu powrotnego na wysokości około 900 m jest kwestionowane przez niektórych badaczy.
Front bryzowy jest zjawiskiem związanym z bryzą morską. Zimne powietrze znad wody wypiera ciepłe znad lądu i w strefie konwergencji tworzy się płytki zimny front. Czasami nad frontem widać chmury typu cumulus powodowane przez wynoszenie się powietrza.
Maksymalny zasięg bryzy morskiej wynosi około 130 km.
Podobne zjawisko zachodzi przy bezchmurnej pogodzie w ciepłej porze roku w górach (patrz wiatry górskie i dolinne). Zjawiskami związanymi z gradientem temperatury są bryza miejska i bryza leśna. W analogiczny sposób, tyle że na większą skalę przestrzenną i w cyklu półrocznym, powstają wiatry monsunowe.

## Prognoza
Przewidywanie bryzy morskiej jest istotne w strefie brzegowej. Np. w Polsce badano własności bryzy morskiej przy studiach nad lokalizacją Elektrowni Jądrowej w Żarnowcu. Prognoza bryzy morskiej jest istotna w olimpijskim żeglarstwie wyczynowym. Książka brytyjskich meteorologów Davida Houghtona i Fiony Campbell opisuje prognozę bryzy morskiej dla różnych akwenów, na których odbywają się regaty w klasach olimpijskich. Jedna z pierwszych prognoz opracowanych specjalnie dla żeglarstwa olimpijskiego powstała przed olimpiadą w 1996 dla obszaru Savannah nad wybrzeżem Atlantyku.
Rozwój bryzy morskiej zależy nie tylko od gradientu temperatur pomiędzy powietrzem nad lądem i wodą, ale także od kierunku i siły wiatru wiatrów w dużej skali. W 1962 Biggs i Graves wprowadzili indeks bryzowy zdefiniowany jako
{\displaystyle \epsilon ={\frac {U^{2}}{c_{p}\Delta T}}}
gdzie {\displaystyle c_{p}=1000{\rm {J}}{\rm {K}}^{-1}{\rm {kg}}^{-1}} jest ciepłem właściwym przy stałym ciśnieniu, U jest prędkością wiatru a ΔT jest różnicą temperatur pomiędzy powietrzem nad lądem i powietrzem nad wodą określa wpływ wiatrów synoptycznych na rozwój bryzy morskiej. Dla wartości większych niż 3–10 bryza nie może się rozwinąć.

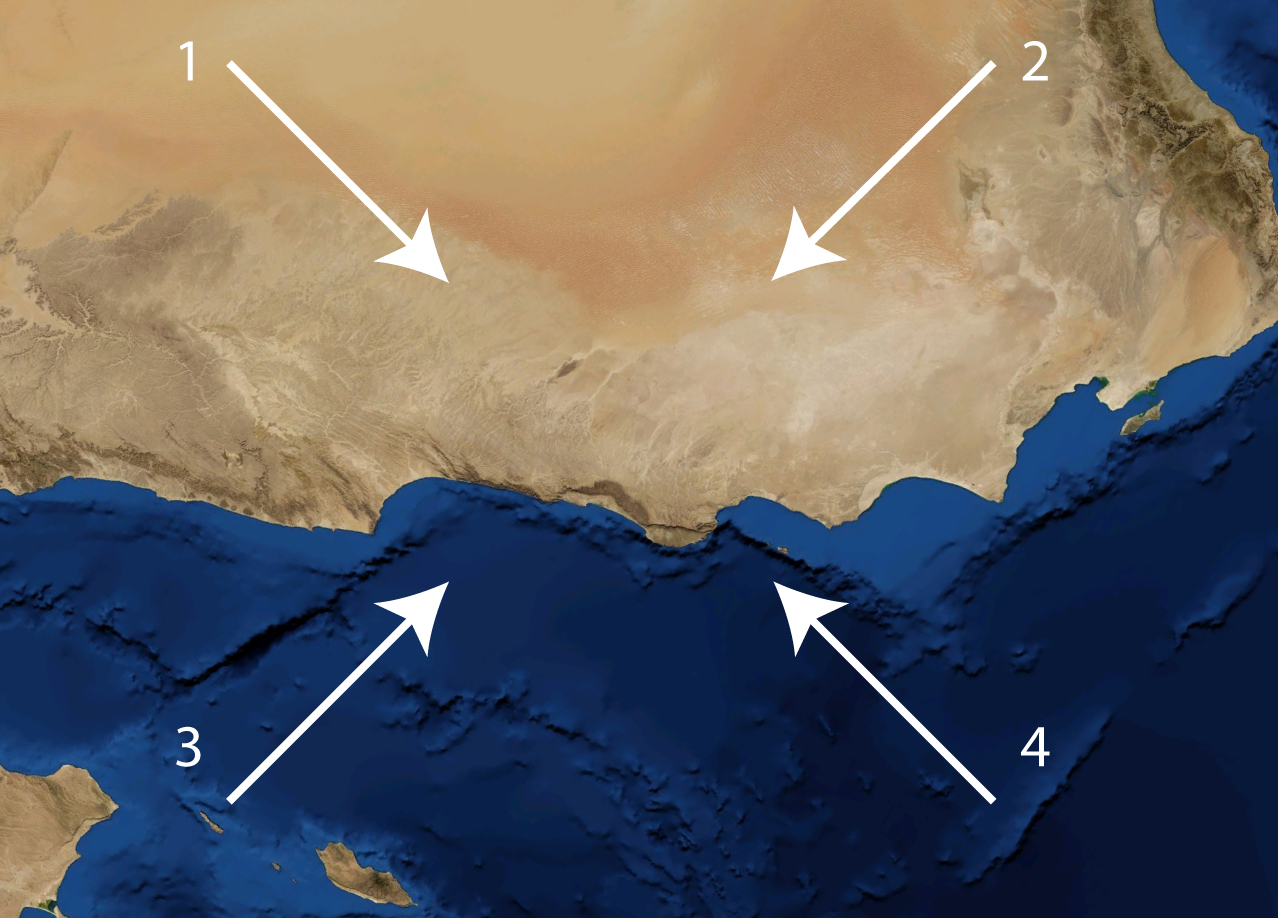
Kierunki wiatru gradientowego (wielkoskalowego) od lądu (ćwiartki 1, 2) sprzyjają powstawaniu bryzy morskiej, podczas gdy z kierunków od morza (ćwiartki 3, 4) nie sprzyjają powstaniu silnej bryzy z powodu braku prądu powrotnego
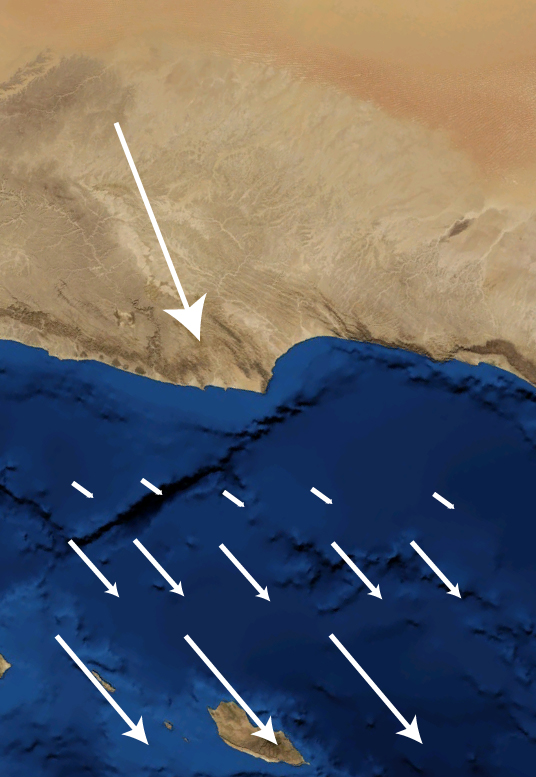
Brak bryzy przy brzegu, wiatr gradientowy znad lądu
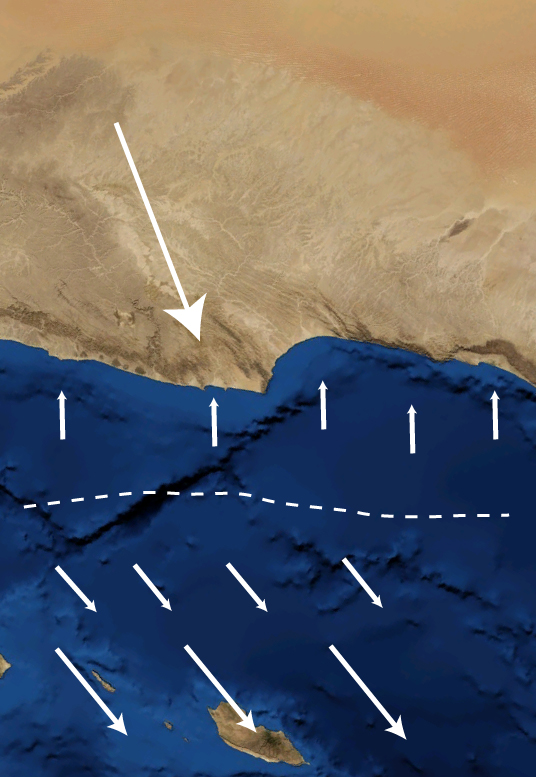
Około południa płytka (pionowo) bryza morska rozwija się przy brzegu (wieje ku lądowi), wiatr gradientowy sprzyja powstawaniu komórki powrotnej na wysokości kilkuset metrów
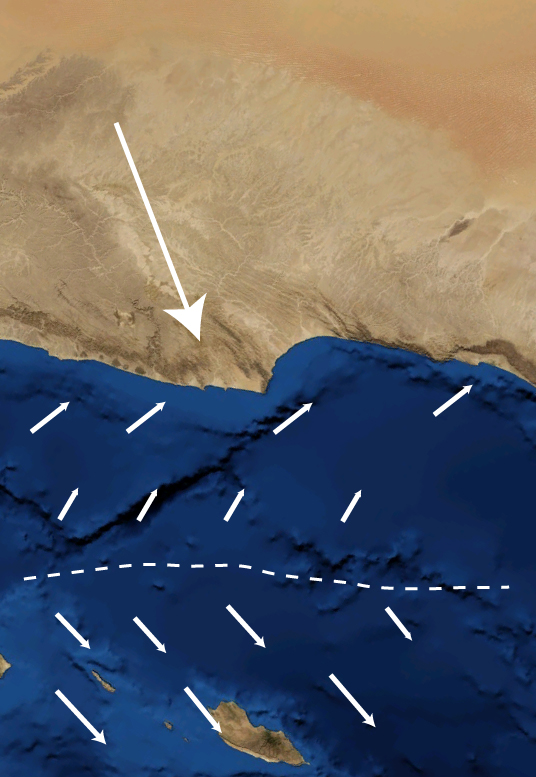
Około godziny 14 bryza jest skręcona w prawo siłą Coriolisa od kierunku morze – ląd

W literaturze żeglarskiej podawane są półempiryczne opisy rozwoju bryzy morskiej m.in. w zależności od kierunków przeważającego wiatru (wiatru gradientowego). Według tych opisów wiatry z lądu ku wodzie (1, 2) sprzyjają powstawaniu bryzy morskiej, podczas gdy kierunki (3, 4) powodują osłabienie powstawania bryzy morskiej. Do pewnej prędkości (< 25 węzłów) wiatry gradientowe znad lądu sprzyjają powstawaniu górnej cyrkulacji powrotnej. Wiatry gradientowe ze składową kierunku z ćwiartki 1 sprzyjają powstawaniu dywergencji wiatru w obszarze linii brzegowej, co dodatkowo sprzyja powstawaniu bryzy morskiej.
W przypadku wiatru gradientowego znad lądu z ćwiartki 1 bryza morska rozwija się od sytuacji zerowej cyrkulacji bryzowej przy brzegu, aż do dobrze rozwiniętej bryzy wiejącej na prawo od kierunku morze – ląd (na półkuli północnej).